# 奥芬巴赫踢球者足球俱乐部

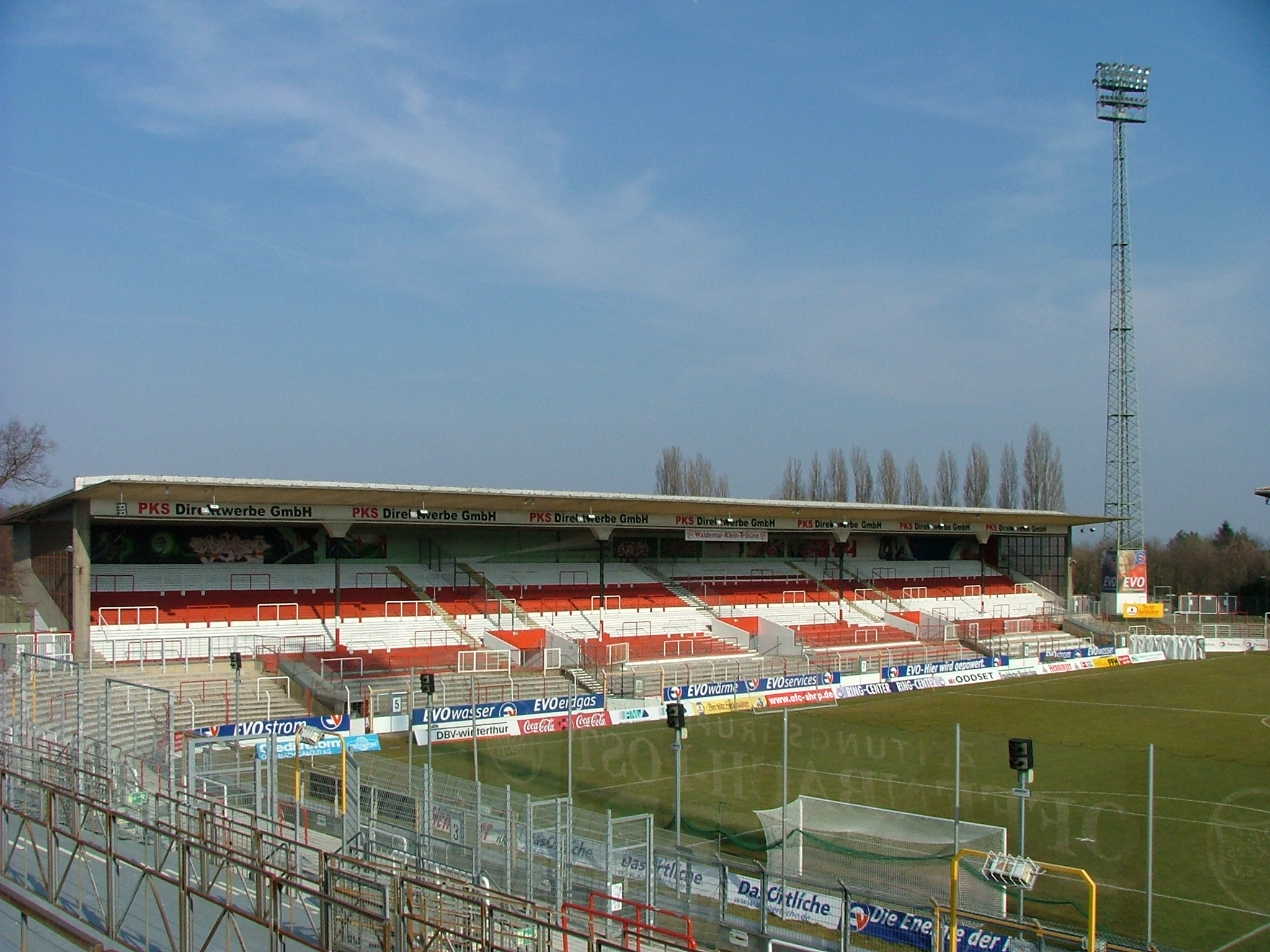
比贝雷·博格球场

奥芬巴赫踢球者（Kickers Offenbach） 是德国职业足球俱乐部，位于黑森州的美因河畔奥芬巴赫。俱乐部创建于1901年5月27日的Rheinischer Hof饭店，最初的球员是从已经成立的球队Melitia, Teutonia, Viktoria, Germania和Neptun中分离出来的。球队的主体育场为比贝雷·博格球场。
中国球员黎兵曾短暂效力过该球队。

## 球队荣誉
- 德国联赛亚军: 1950年, 1959年
- 德国杯冠军: 1970年